# Tarachodes robustus
Tarachodes robustus är en bönsyrseart som beskrevs av Max Beier 1930. Tarachodes robustus ingår i släktet Tarachodes och familjen Tarachodidae. Inga underarter finns listade i Catalogue of Life.